# 本荘市
本荘市（ほんじょうし）は、秋田県南部に位置し日本海に面していた市。
2005年（平成17年）3月22日に由利郡7町（矢島町・岩城町・由利町・西目町・鳥海町・東由利町・大内町）と合併し由利本荘市となった。

## 地理
本荘市は日本海に面した市である。子吉川の河口から3kmほど遡った場所にあり、子吉川の南側を中心に市街地が広がる。また、子吉川の河口には本荘マリーナがあり、海岸沿いに酒田街道（現在の国道7号に相当）が南北へ伸びている。市域の東端は、丘陵地（笹森丘陵）となっており、本荘街道、矢島街道（それぞれ国道107号、国道108号に相当する）が内陸部に通じる。
- 山: 笹森丘陵（笹森山）
- 河川: 子吉川

### 隣接していた自治体
- 由利郡：岩城町、由利町、西目町、東由利町、大内町

## 歴史

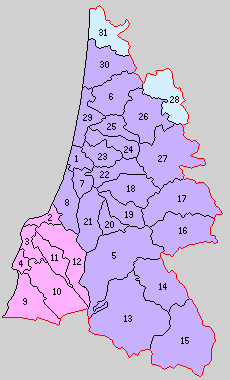
1.本荘町 7.子吉村 18.石沢村 22.小友村 23.南内越村 24.北内越村 29.松ヶ崎村 （紫：現・由利本荘市）

- 1889年（明治22年）4月1日 - 町村制施行に伴い、本荘城下28町[1]と出戸町村・石脇村が合併して由利郡本荘町が発足。
- 1954年（昭和29年）3月31日 - 由利郡子吉村・小友村・石沢村・南内越村・北内越村・松ヶ崎村を編入のうえ、同日市制施行して本荘市となる。
- 2005年（平成17年）3月22日 - 由利郡矢島町・岩城町・由利町・西目町・鳥海町・東由利町・大内町と合併し、由利本荘市が発足したことに伴い廃止。

## 行政

### 歴代市長
特記なき場合『日本の歴代市長 : 市制施行百年の歩み』などによる。
| 代 | 氏名       | 就任                      | 退任                      | 備考       |
| -- | ---------- | ------------------------- | ------------------------- | ---------- |
| 1  | 猪股謙二郎 | 1954年（昭和29年）3月31日 | 1955年（昭和30年）1月17日 | 旧本荘町長 |
| 2  | 佐藤憲一   | 1955年（昭和30年）2月8日  | 1983年（昭和58年）2月7日  |            |
| 3  | 小番宜一   | 1983年（昭和58年）2月8日  | 1991年（平成3年）2月7日   |            |
| 4  | 柳田弘     | 1991年（平成3年）2月8日   | 2005年（平成17年）3月21日 | 廃止       |

## 産業

### 漁業
- 本荘漁港
- 松ヶ崎漁港

### 金融機関
- 秋田銀行本荘支店、本荘駅前支店
- 北都銀行本荘支店、本荘御門支店、本荘石脇支店
- 山形銀行本荘支店
- 山形しあわせ銀行本荘支店、石脇支店
- 羽後信用金庫本店他
- 東北労働金庫本荘支店
- 秋田しんせい農業協同組合本店他

## 姉妹都市・提携都市
- ハンガリー ヴァーチ市（ペシュト県）
  - 1996年9月25日、友好交流都市提携。
- 大韓民国慶尚南道梁山市
  - 1998年10月10日、友好交流協定を提携。
- 中華人民共和国江蘇省無錫市
  - 2001年7月6日、友好交流都市提携。

## 教育

### 大学
- 秋田県立大学：システム科学技術学部

### 高等学校
- 秋田県立本荘高等学校
- 秋田県立由利高等学校
- 秋田県立由利工業高等学校

### 特別支援学校
- 秋田県立ゆり養護学校
- 秋田県立本荘養護学校…2004年3月31日閉校

### 中学校
- 本荘市立南中学校
- 本荘市立北中学校
- 本荘市立石沢中学校

石沢中学校は由利本荘市発足直前の2005年3月に閉校。南中学校は生徒数の多さと校舎の老朽化などの理由から2005年に学区の一部を分割し、石沢中学校と統合して由利本荘市立本荘東中学校が設立された。なお、由利本荘市設立に伴い、南中学校、北中学校とも校名に本荘を冠するよう改称された。
従来の北中学校の学区のうち、松ヶ崎地域については、由利本荘市発足後の松ヶ崎小学校の廃校に伴う学区変更が行われ、2014年度から、旧岩城町所在の中学校である岩城中学校の学区に変更された。

### 小学校
- 本荘市立鶴舞小学校
- 本荘市立尾崎小学校
- 本荘市立新山小学校
- 本荘市立北内越小学校
- 本荘市立松ヶ崎小学校
- 本荘市立子吉小学校
- 本荘市立小友小学校
- 本荘市立石沢小学校

## 交通

### 鉄道
- 東日本旅客鉄道
  - 羽越本線：羽後本荘駅 - （この間2駅は他市町村） - 羽後亀田駅
- 由利高原鉄道
  - 鳥海山ろく線：羽後本荘駅 - 薬師堂駅 - 子吉駅

### 道路

#### 一般国道
- 国道7号
- 国道105号
- 国道107号
- 国道108号
- 国道341号

### 港湾
- 本荘港

## 出身著名人
- 渡部秀（俳優）
- 加藤夏希（タレント）
- 黒木玄（数学者）
- 村岡兼造（政治家、元郵政大臣、運輸大臣、内閣官房長官、自民党総務会長）
- 須藤善一郎（本荘町長、馬産家、衆議院議員）
- 山浅龍之介（プロ野球選手）

## 名所・旧跡・観光
- 本荘マリーナ海水浴場